# Codename: Dustsucker
///Codename: Dustsucker è il secondo album in studio del gruppo musicale britannico Bark Psychosis, pubblicato nel 2004 dalla Fire Records.
Alle sessioni partecipò Lee Harris, ex batterista dei Talk Talk

## Tracce
Testi e musiche di Bark Psychosis.
1. From What Is Said to When It's Read – 5:27
2. The Black Meat – 6:50
3. Miss Abuse – 6:11
4. 400 Winters – 5:48
5. Dr. Innocuous/Ketamoid – 1:04
6. Burning the City – 5:11
7. Inqb8tr – 8:00
8. Shapeshifting – 6:03
9. Rose – 5:50

## Formazione
- Graham Sutton – voce (tracce 1-3, 6-7), chitarra, basso, pianoforte, tastiere, melodica, e-mu
- Lee Harris – batteria
- Colin Bradley – chitarra
- Pete Beresford – vibrafono
- Rachel Dreyer – pianoforte, voce (traccia 8)
- T.J. Mackenzie – tromba
- David Panos – basso
- Alice Kemp – chitarra
- Anja Buechele – voce (tracce 4 e 6)
- Silke Roch – voce (traccia 9)